# Комарово (Любытинский район)
Комарово — село в Любытинском районе Новгородской области (Россия). Входит в Любытинское сельское поселение. В селе расположена железнодорожная станция Вомпе (на линии Окуловка — Неболчи).
В 1940-50-е годы в Комарово велась добыча бурого угля. В 1943 году Комарово получило статус посёлка городского типа. С 1998 года — сельский населённый пункт.

## Население
| 1959 | 1970 | 1979 | 1989 | 2010 |
| ---- | ---- | ---- | ---- | ---- |
| 1058 | ↘591 | ↘502 | ↘365 | ↘156 |